# Oberammergau
Oberammergau est une commune de l'arrondissement de Garmisch-Partenkirchen, en Haute-Bavière. Elle se situe dans l'Ammertal, au bord de la rivière Ammer. La montagne Kofel surplombe le village. Oberammergau est célèbre pour son Jeu de la Passion, représenté tous les dix ans depuis 1634.
Une caractéristique du village d'Oberammergau est le « Lüftlmalerei », c'est-à-dire des façades peintes. Au XVIIIe siècle, des citoyens et agriculteurs aisés ornent leur façade de motifs religieux. Des exemples de cette peinture baroque sont les façades de la « Kölblhaus » et de la « Pilatus-Haus ».
La commune abrite également une école de l'OTAN.

## Le Jeu de la Passion
En 1633, en pleine guerre de Trente Ans, la peste fait rage des mois durant dans la ville d'Oberammergau, faisant 84 morts parmi les habitants. Les édiles font alors le serment d'effectuer tous les dix ans un « Jeu de la souffrance, la mort et la résurrection de Notre Seigneur Jésus-Christ », si le « Tout-Puissant » détourne le mal de la cité. Une fois l'appel jugé entendu, à la Pentecôte 1634, ils remplissent leur engagement pour la première fois, jouant la Passion du Christ sur une scène qu'ils installent dans le cimetière au-dessus des tombes des victimes de la peste, car l'église du village est trop exigüe pour accueillir l'ensemble des personnes présentes.
Au XVIIIe siècle, le cimetière devenant trop petit, la scène est transférée dans un champ situé à proximité. Vers 1830, une construction permanente est édifiée sur le site du théâtre actuel qui, lui-même, le remplace en 1890. Le bâtiment est agrandi et modernisé une première fois au début dans les années 1930, puis une seconde dans les années 1990. De nos jours, le théâtre de la Passion peut accueillir plus de 4 700 spectateurs.
Depuis les années 1960, le texte et la musique sont fondamentalement revus, de même que la scénographie et les costumes, car ils étaient profondément imprégnés de l’antijudaïsme originel chrétien. De plus, durant le troisième Reich, les organisateurs s'étaient compromis avec le parti nazi. À la suite de sévères critiques de la part d'associations juives américaines, puis d’associations judéo-chrétiennes et d’autorités catholiques du monde entier, l’expurgation de son antisémitisme a dû attendre Vatican II et la repentance de l'Église catholique en 2000.
Plus de 2 000 habitants de la ville, acteurs, chanteurs, instrumentistes et techniciens de scène participent au « Jeu de la Passion » six heures durant. Environ 5 000 000 personnes assistent à la centaine de représentations, la moitié de l'étranger.
Le philosophe français Maurice Blondel considère dans un texte de 1910 que cette représentation théâtrale est une illustration concrète de ce qu'il appelle la Tradition. Dans le contexte de la Crise moderniste, il oppose ce concept tant aux théologiens classiques, assez ignorants des questions exégétiques et hostiles au travail de certains exégètes, qu'à Alfred Loisy, considéré comme l'exégète le plus hétérodoxe, au contraire partisan d'une lecture critique des textes.

### Le jeu de la Passion en 2010
La 41e édition a lieu en 2010. Environ la moitié des habitants d'Oberammergau prennent part aux festivités. Cela signifie que plus de deux mille villageois y participent à divers titres. Le jeu commence avec Jésus entrant à Jérusalem, se poursuit avec son chemin au calvaire, puis sa mort sur la croix, et se termine avec la Résurrection.
La production est dirigée par Christian Stückl, directeur du Volkstheater de Munich. Il est appuyé par l'équipe artistique qui, avec lui, avait réalisé la mise en scène en l'an 2000 : Otto Huber, directeur adjoint et conseiller dramatique, Stefan Hageneier, scénographe, Marxus Zwink, directeur musical et Michael Bocklet, chef d'orchestre. La pièce commence à 14 h 30 et se termine à 22 h 30. Les 120 représentations ont lieu entre le 15 mai et le 3 octobre.

### Reports d'édition
La représentation de 1920 est repoussée à 1922 à cause des séquelles de la Première Guerre mondiale. Celle de 1940 est annulée à cause de la Seconde Guerre mondiale. Après plus d'un an de préparatifs par 2500 habitants du village, celle de mars 2020 est reportée à mai-octobre 2022 en raison de la pandémie de Covid-19. 

## Galerie

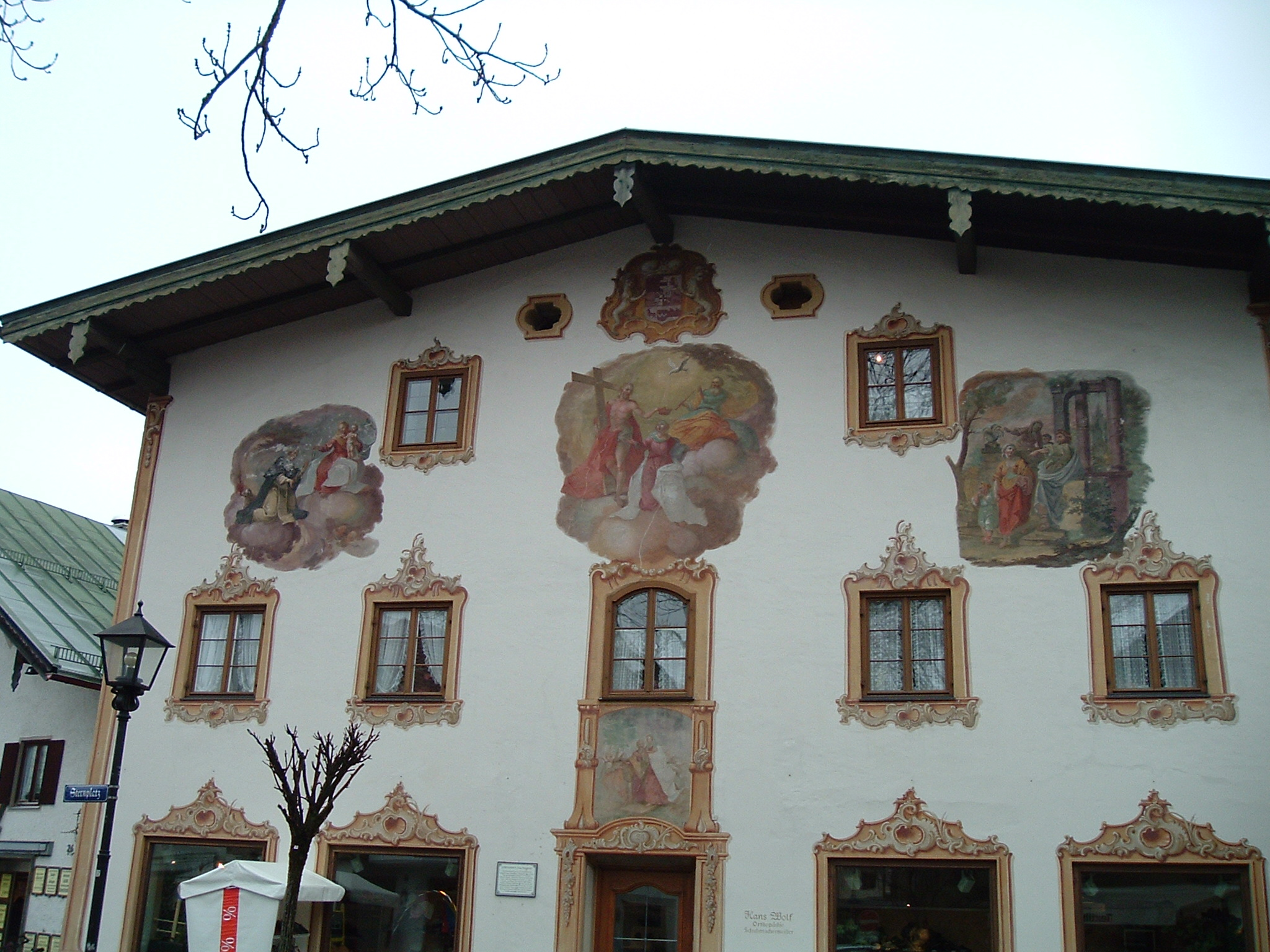
Kölblhaus
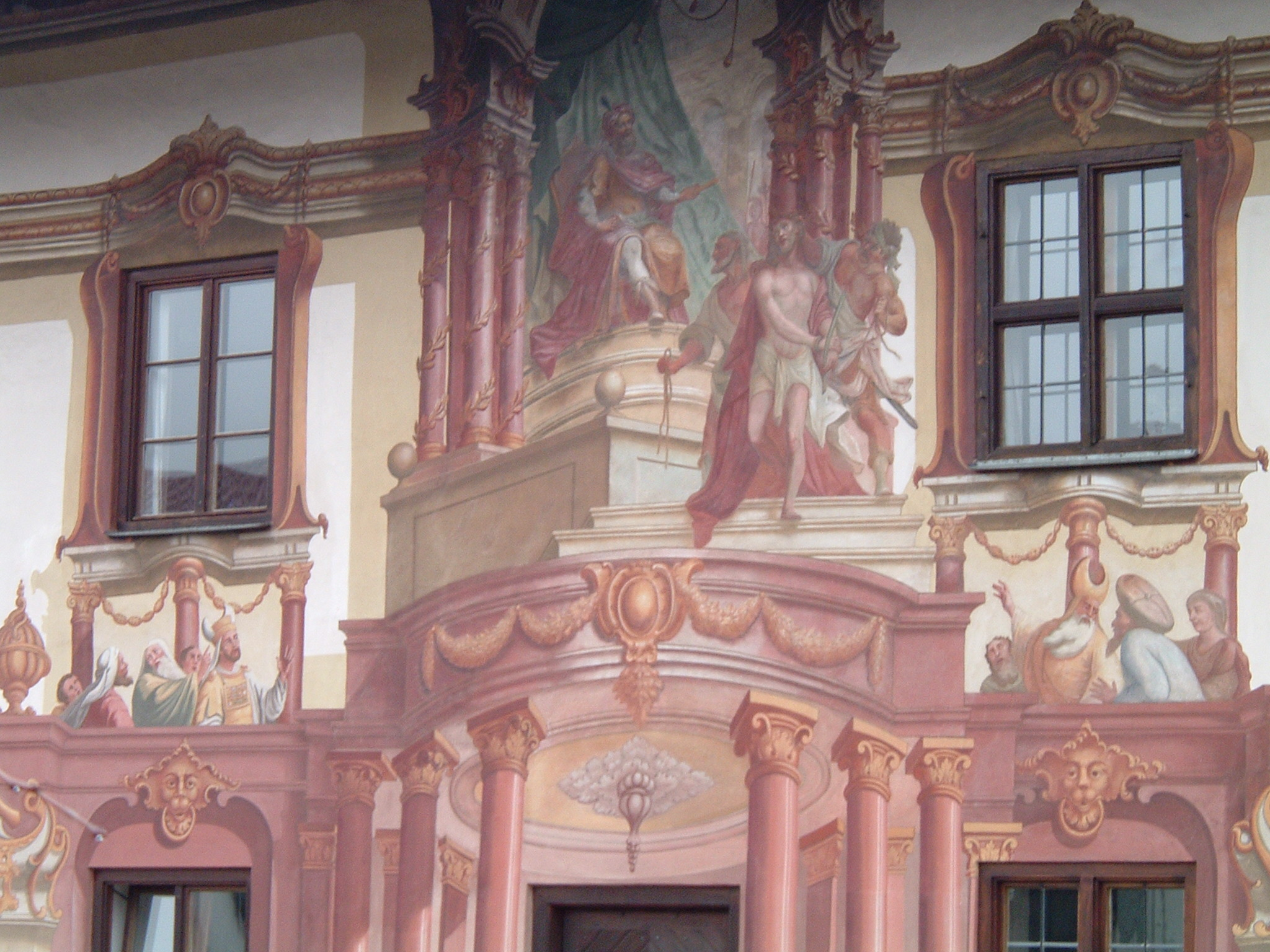
Pilatus-Haus
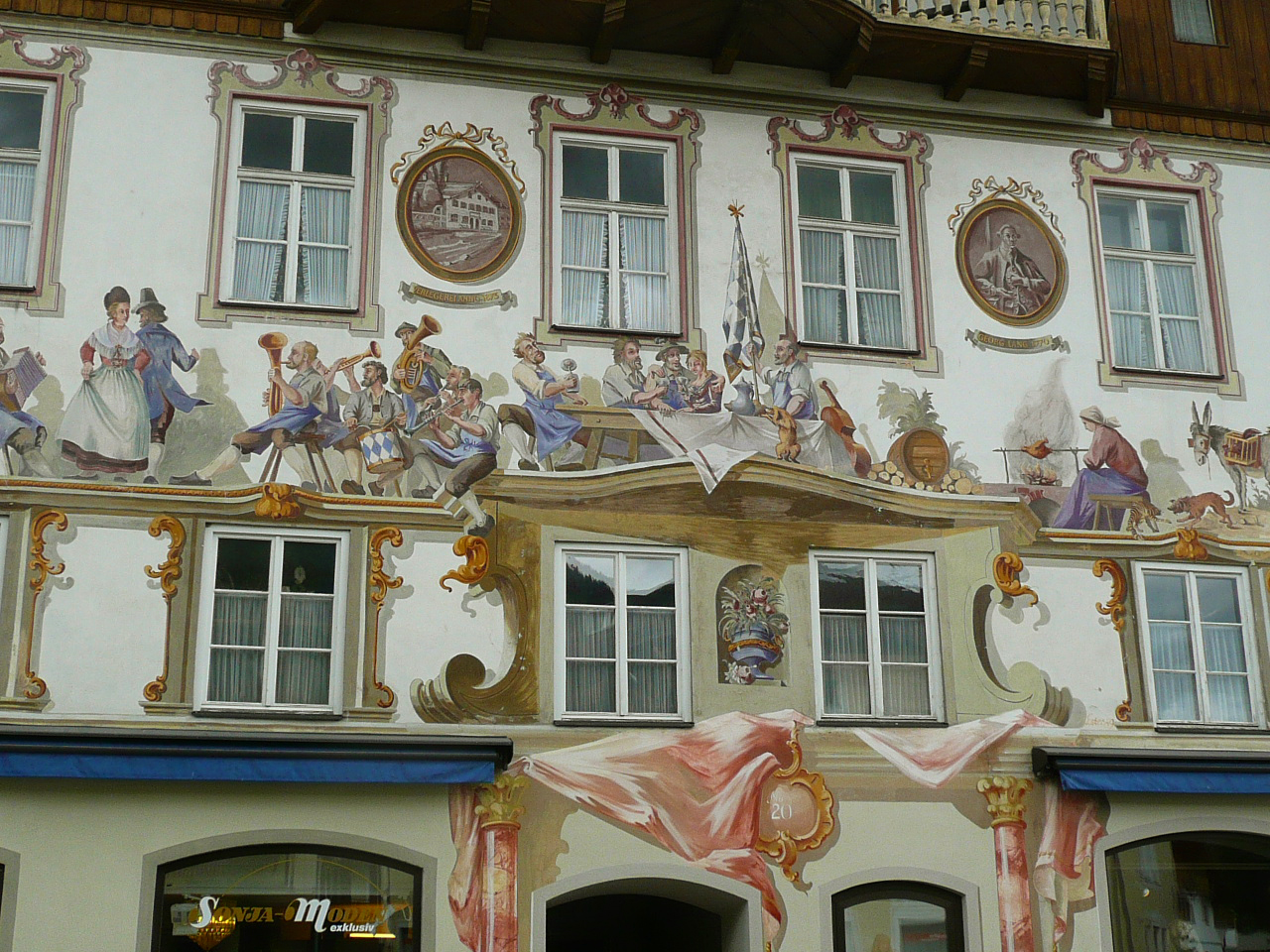
Dorfstrasse 20 en 2011
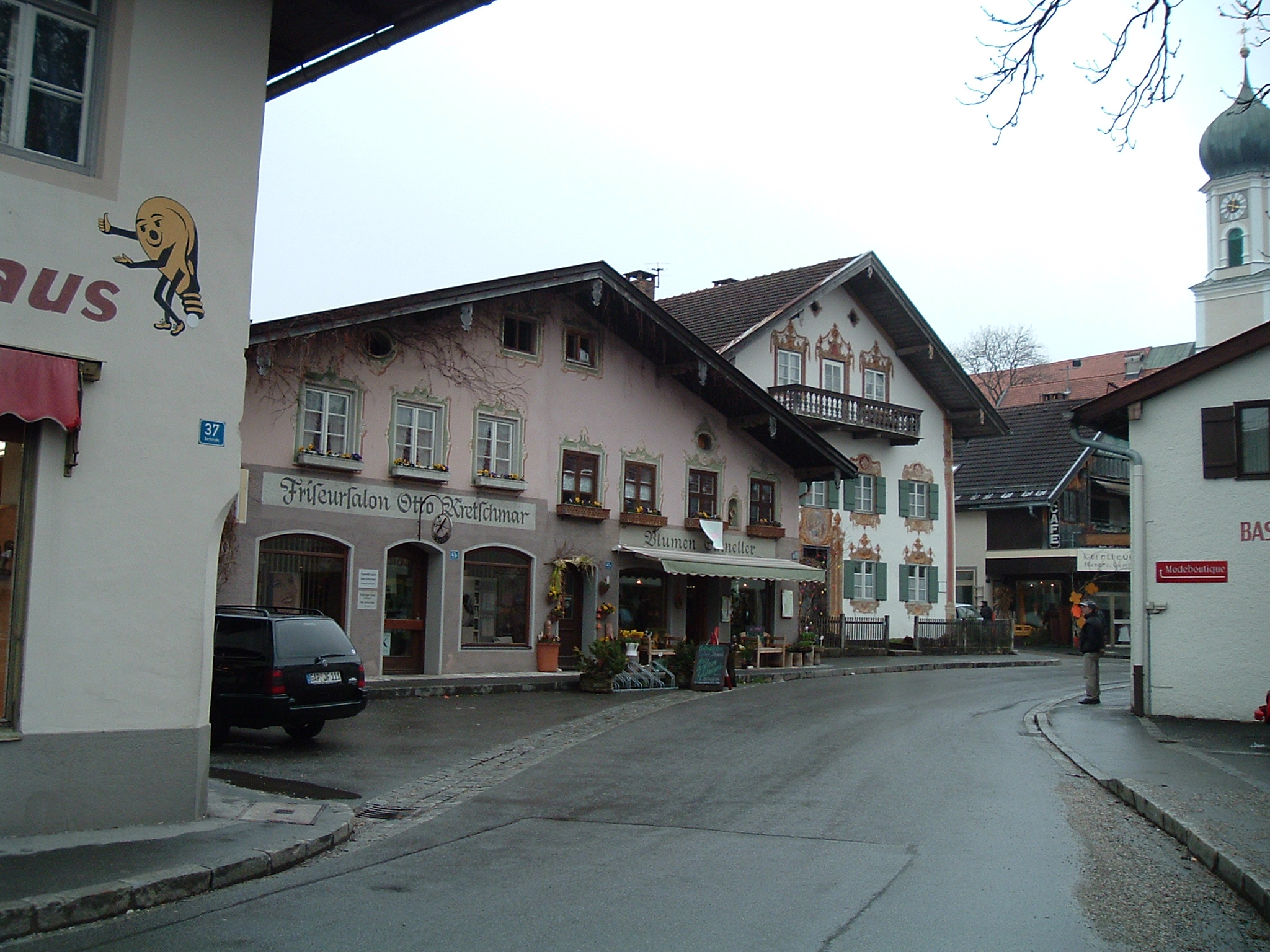
Oberammergau en avril 2004
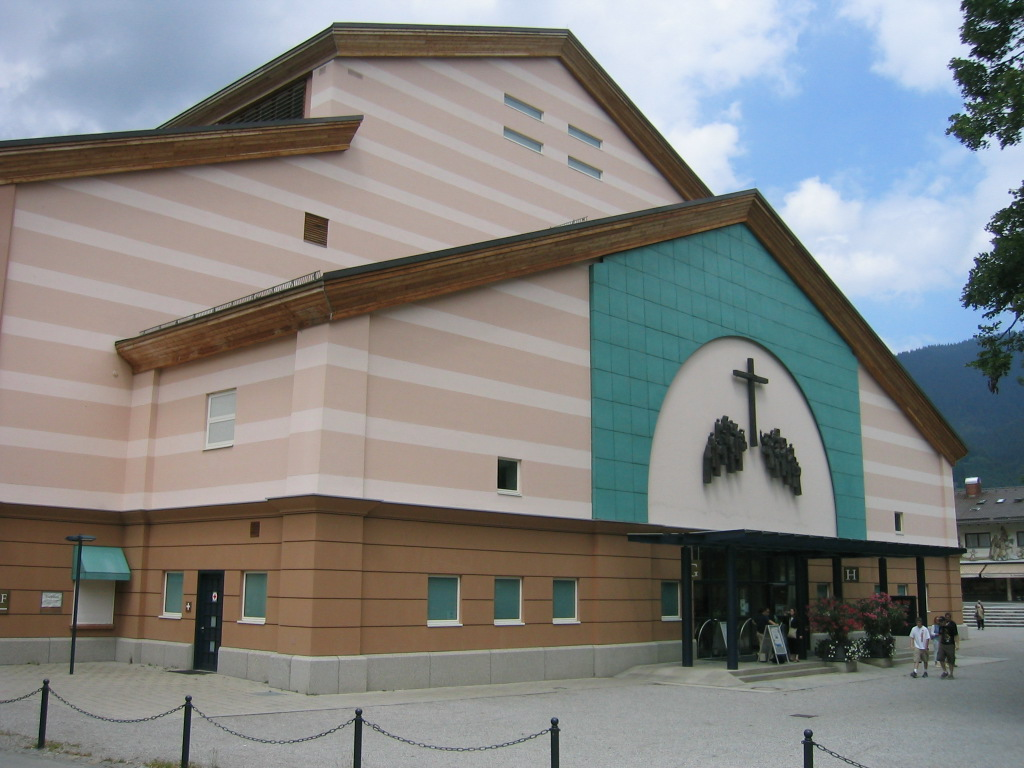
Le théâtre de la Passion
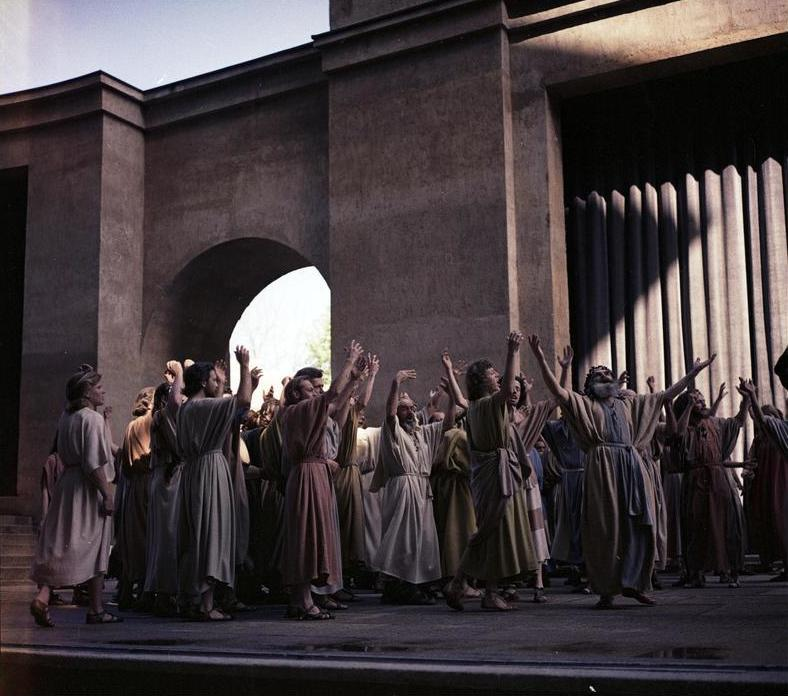
Scène du Jeu de la Passion en 1960
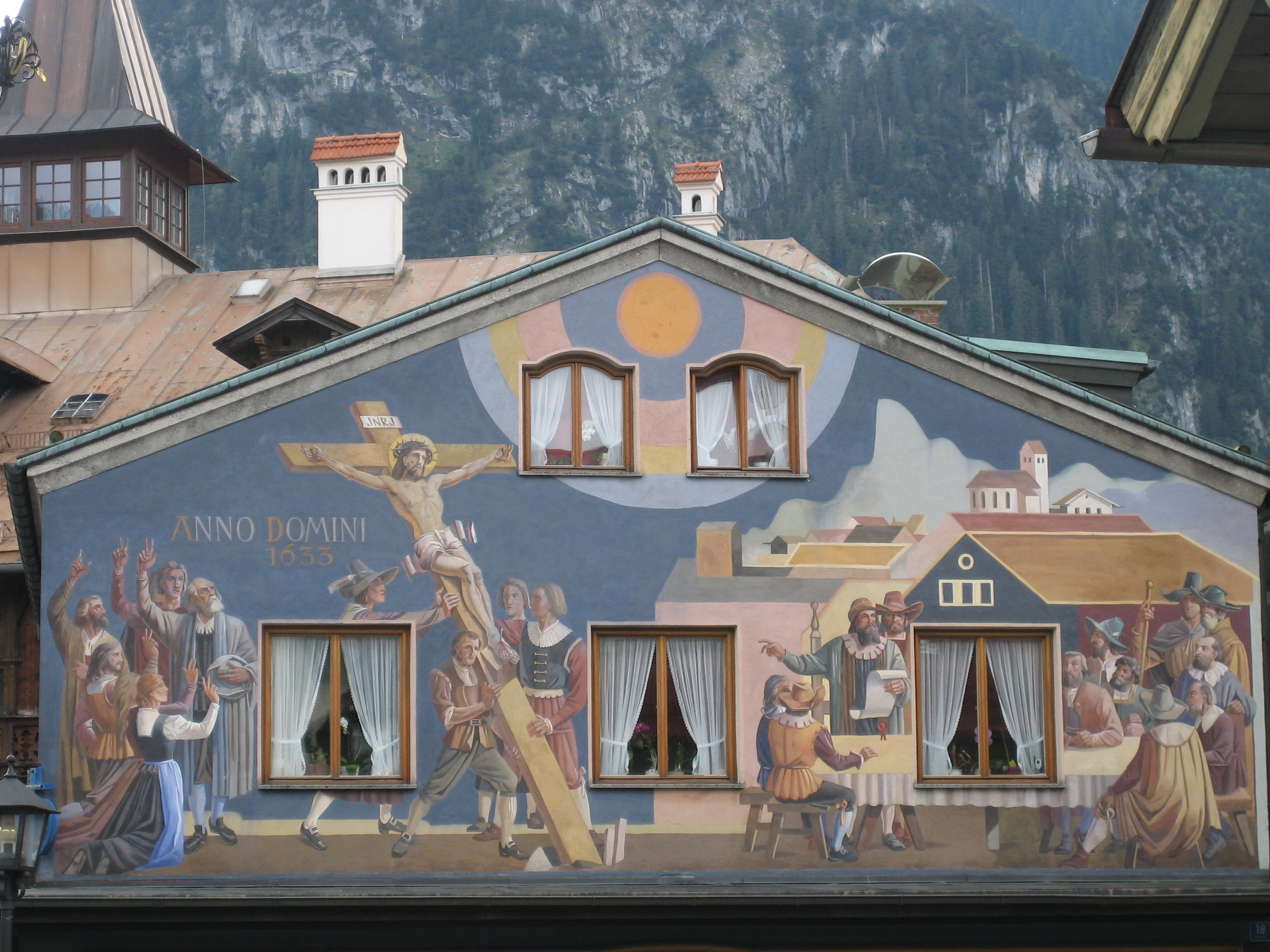
Représentation de la Passion du Christ sur une maison à Oberammergau
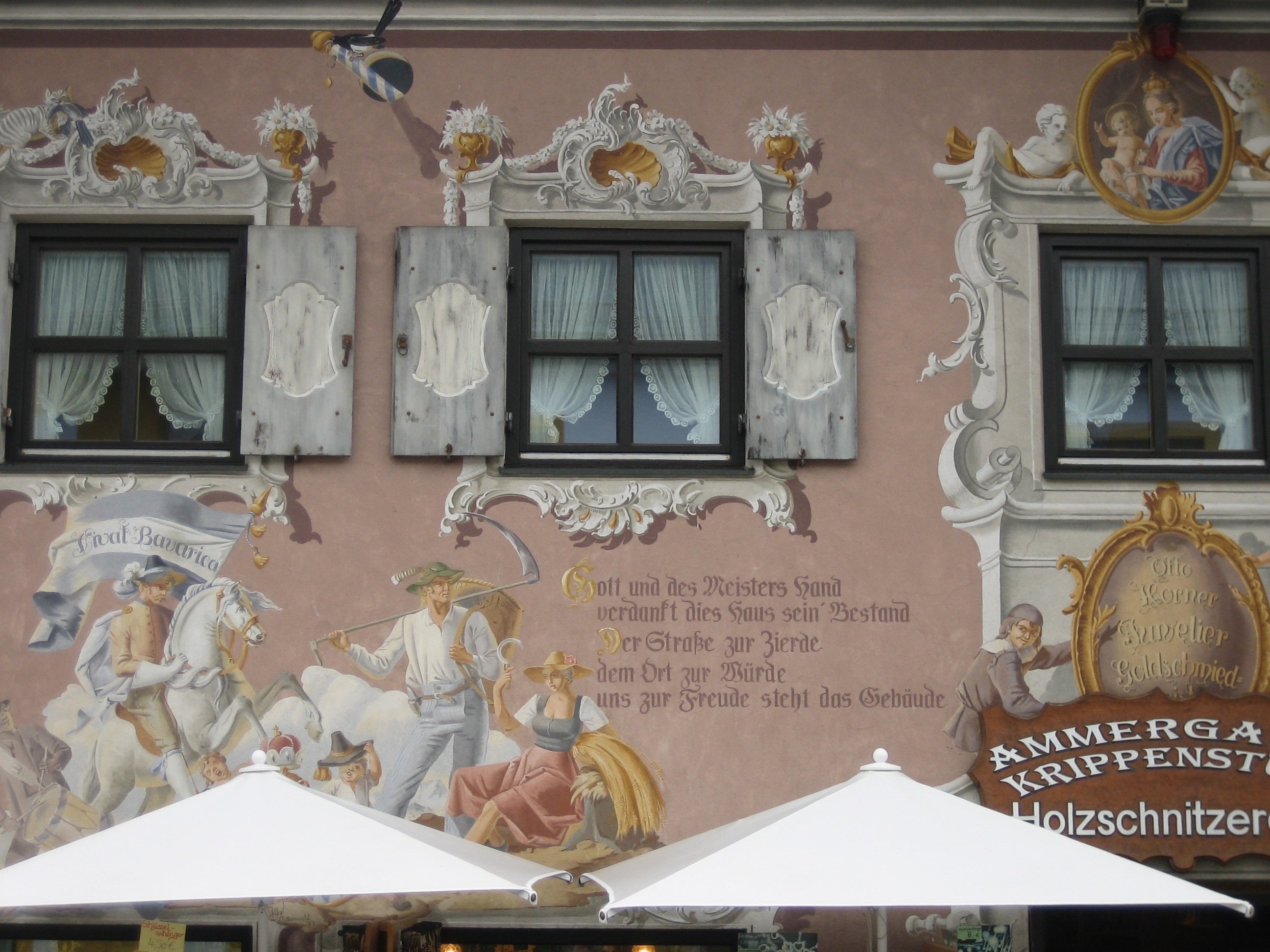
Holzschnitzereien, vente de sculptures en bois
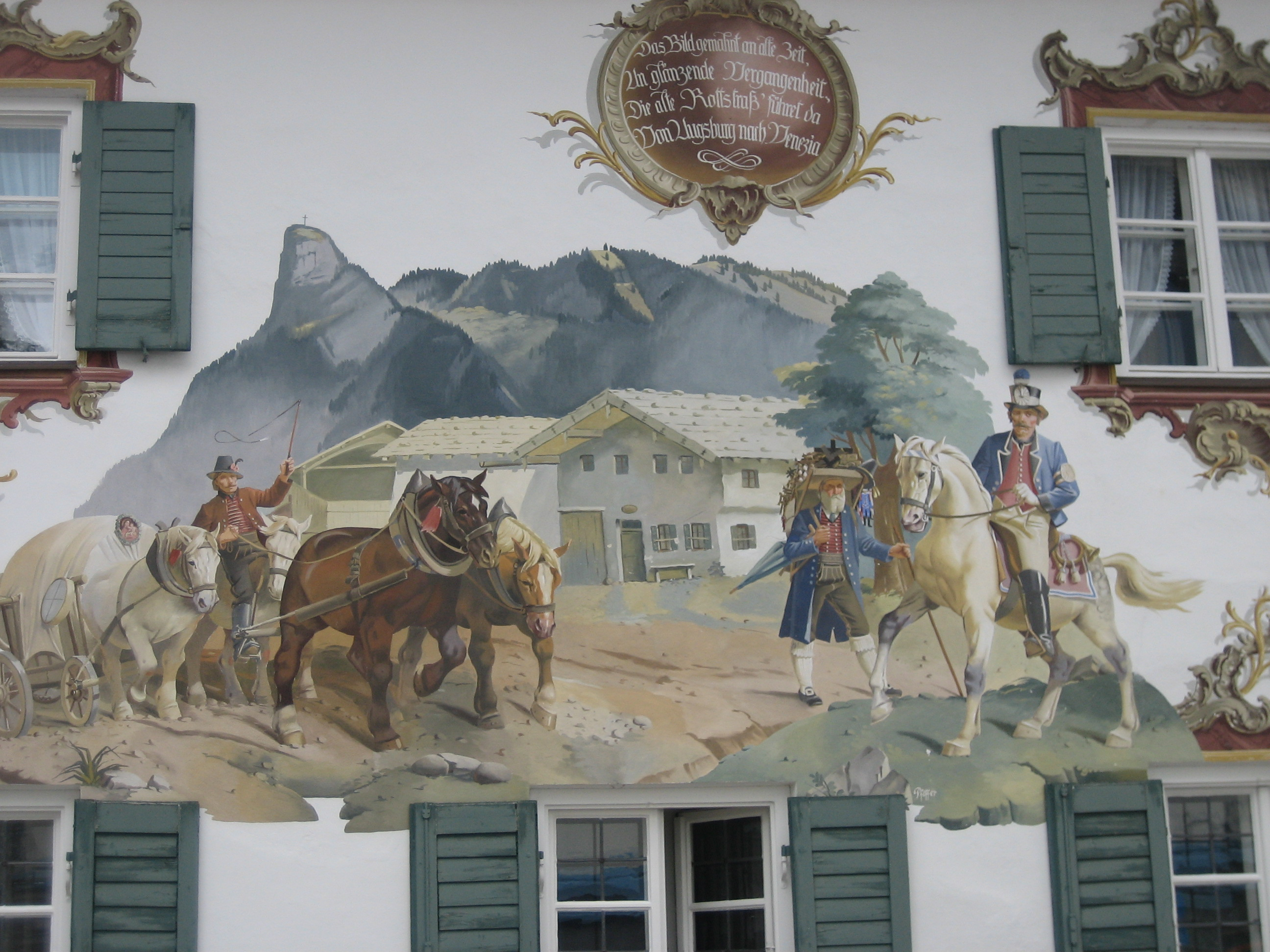
...von Augsburg nach Venezia
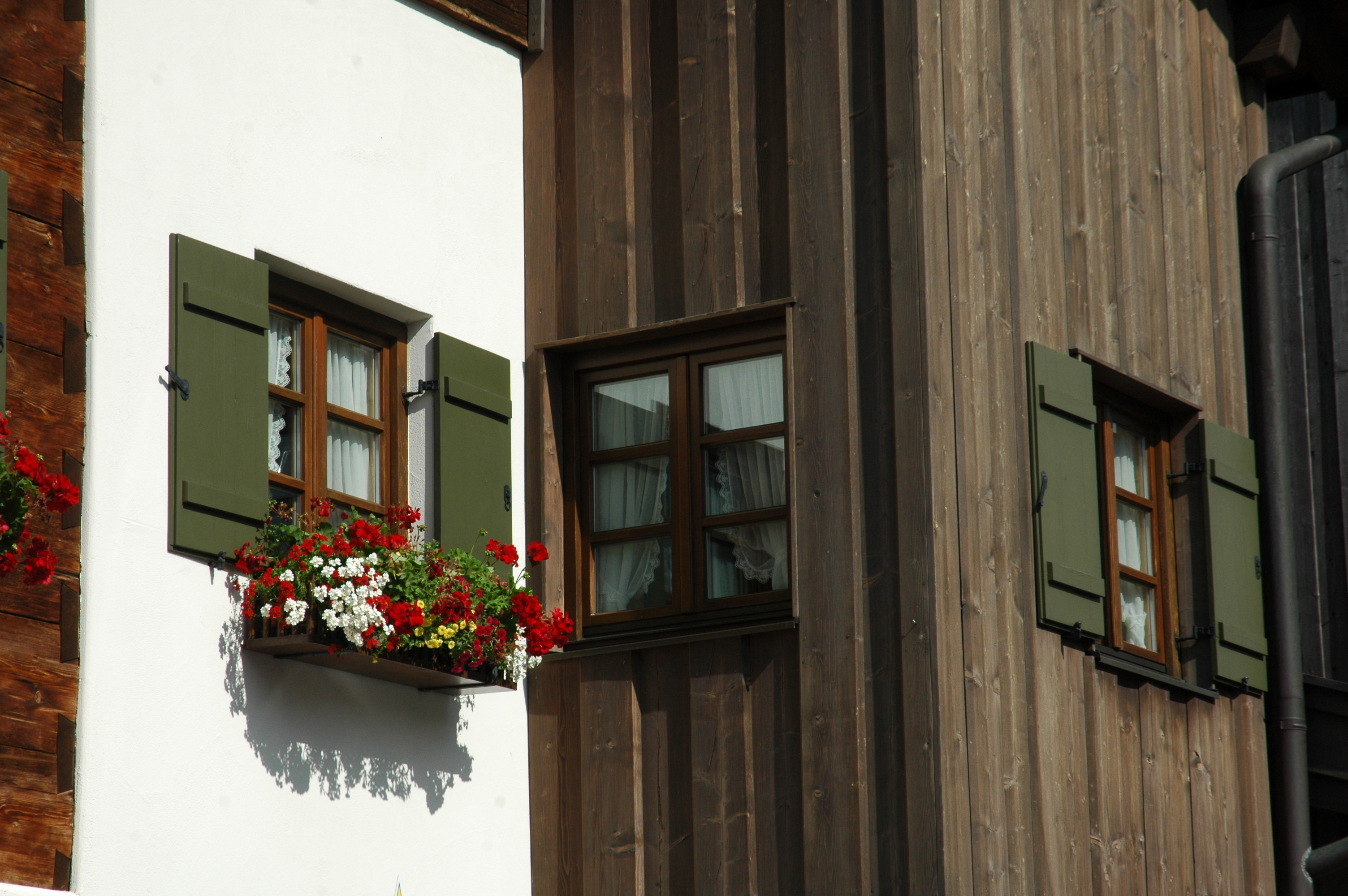
Maison dans la Ludwig-Thoma-Straße